# Melanagromyza socolena
Melanagromyza socolena är en tvåvingeart som beskrevs av Sanabria de Arevalo och Zenner de Polania 1994. Melanagromyza socolena ingår i släktet Melanagromyza och familjen minerarflugor.
Artens utbredningsområde är Colombia. Inga underarter finns listade i Catalogue of Life.